# دورینا لازار
دورینا لازار (رومانیایی: Dorina Lazăr؛ زاده ۷ نوامبر ۱۹۴۰) بازیگر و صداپیشه اهل رومانی است.
از فیلم‌ها یا مجموعه‌های تلویزیونی که وی در آن‌ها نقش داشته است، می‌توان به بخارست بی‌وقفه، پاکالا و نشان مار اشاره نمود.